# Ultraviolence (píseň, Lana Del Rey)
Ultraviolence je píseň americké zpěvačky a skladatelky Lany Del Rey. Byla vydána dne 4. června 2014, jako druhý propagační singl z jejího třetího studiového alba Ultraviolence.18. srpna 2014 byla skladba vydána jako druhý oficiální singl. Napsala ji sama Del Rey s pomocí Daniela Heatha. Říkalo se, že se Del Rey při psaní této písně nechala inspirovat románem Mechanický pomeranč, kde se slovo „Ultraviolence“ poprvé vyskytlo. V refrénu písně je použit název z písně "He Hit Me (It Felt Like a Kiss)" od The Crystals z roku 1962. Poprvé naživo ji Del Rey předvedla 25. května 2014 na koncertě v kanadském Vancouveru.

## Hudební video
Videoklip vyšel 30. července 2014 zkrze Vice. Jeho režisérem byl Francesco Carrozzini, který celé video natáčel na iPhone v italském Portofinu. Lana ve videoklipu celou dobu chodí v bílých svatebních šatech se závojem a v rukou drží kytici. Na konci videa vchází do kostela. Videoklip byl nahrán na oficiální kanál Del Rey 1. srpna téhož roku.

## Hudební příčky
| Žebříček (2014)                              | Nejvyšší umístění |
| -------------------------------------------- | ----------------- |
| Česko (Singles Digitál Top 100)              | 59                |
| Francie (SNEP)                               | 88                |
| Kanada (Canadian Hot 100)                    | 38                |
| Spojené království (Official Charts Company) | 105               |
| USA (Billboard Hot 100)                      | 70                |